# Lasius rubiginosus
Lasius rubiginosus är en myrart som först beskrevs av Pierre André Latreille 1802.  Lasius rubiginosus ingår i släktet Lasius och familjen myror. Inga underarter finns listade i Catalogue of Life.